# Versore
In matematica, un  versore è un vettore in uno spazio normato di modulo uguale ad 1. Un versore è utilizzato per indicare una particolare direzione e verso.
Dato un qualunque vettore {\displaystyle \mathbf {v} } (diverso dal vettore nullo che è l'unico ad avere modulo pari a zero) è possibile formarne un versore moltiplicandolo per il reciproco del suo modulo:
{\displaystyle {\hat {\mathbf {v} }}={\frac {\mathbf {v} }{\lVert \mathbf {v} \rVert }}.}

## Esempi
Esempi di versori comunemente utilizzati sono:
- I versori associati agli assi cartesiani nello spazio: sono una terna di vettori di modulo unitario, ognuno parallelo ad uno degli assi coordinati. Sono indicati equivalentemente con:
  1. {\displaystyle {\hat {\imath }},{\hat {\jmath }},{\hat {k}};}
  2. {\displaystyle \mathbf {e} _{x},\mathbf {e} _{y},\mathbf {e} _{z};}
  3. {\displaystyle \mathbf {e} _{1},\mathbf {e} _{2},\mathbf {e} _{3};}
  4. {\displaystyle {\hat {\mathbf {x} }},{\hat {\mathbf {y} }},{\hat {\mathbf {z} }};}
  5. {\displaystyle \mathbf {x} _{0},\mathbf {y} _{0},\mathbf {z} _{0};}
  6. {\displaystyle {\begin{bmatrix}1\\0\\0\end{bmatrix}},{\begin{bmatrix}0\\1\\0\end{bmatrix}},{\begin{bmatrix}0\\0\\1\end{bmatrix}}.}
- I versori associati agli assi cartesiani nel piano: analoghi dei precedenti. Sono indicati come i precedenti, con l'eccezione che il terzo versore è mancante (e nel sesto caso sono presenti solo due componenti in ognuno dei due vettori rimanenti).
- I versori associati ad un sistema di coordinate polari nel piano, che indicano la direzione radiale ed angolare. Si possono indicare equivalentemente con:
  1. {\displaystyle {\hat {r}},{\hat {\theta }};}
  2. {\displaystyle {\hat {\mathbf {r} }},{\hat {\boldsymbol {\theta }}};}
  3. {\displaystyle \mathbf {e} _{r},\mathbf {e} _{\theta };}
  4. {\displaystyle \mathbf {r} _{0},{\boldsymbol {\theta }}_{0}.}
- Data una curva nel piano, per ogni punto di essa è possibile considerare il versore tangente e il versore normale. Si indicano spesso nei seguenti tre modi equivalenti:
  1. {\displaystyle {\hat {t}},{\hat {n}};}
  2. {\displaystyle {\hat {\mathbf {t} }},{\hat {\mathbf {n} }};}
  3. {\displaystyle \mathbf {e} _{t},\mathbf {e} _{n}.}

## Derivata di un versore
Sia {\displaystyle {\hat {\mathbf {v} }}(t)} un versore dipendente dal tempo. Se consideriamo il prodotto scalare di questo vettore per se stesso abbiamo:
{\displaystyle {\hat {\mathbf {v} }}\cdot {\hat {\mathbf {v} }}=\left|{\hat {\mathbf {v} }}\right|^{2}}
e ricordando che i versori hanno modulo unitario si ha
{\displaystyle {\hat {\mathbf {v} }}\cdot {\hat {\mathbf {v} }}=1.}
Prendendo quest'ultima espressione, e derivandola membro a membro rispetto al tempo otteniamo:
{\displaystyle {\hat {\mathbf {v} }}'\cdot {\hat {\mathbf {v} }}+{\hat {\mathbf {v} }}\cdot {\hat {\mathbf {v} }}'=0.}
Data la commutatività del prodotto scalare
{\displaystyle 2\left({\hat {\mathbf {v} }}'\cdot {\hat {\mathbf {v} }}\right)=0}
{\displaystyle {\hat {\mathbf {v} }}'\cdot {\hat {\mathbf {v} }}=0.}
Poiché deve essere nullo il prodotto scalare di {\displaystyle {\hat {\mathbf {v} }}'\cdot {\hat {\mathbf {v} }}}, si evince che la derivata di un versore è sempre perpendicolare al versore stesso. Ciò in quanto il prodotto scalare può anche essere visto come la proiezione di un vettore sull'altro, che si annulla se e solo se i due vettori sono appunto perpendicolari.
La derivata di un versore, in generale, non è un versore; per dimostrarlo basta considerare il generico versore in coordinate polari:
{\displaystyle {\hat {\mathbf {v} }}(t)=\theta (t),{\hat {\theta }}+1\,{\hat {r}},}
che in coordinate cartesiane diviene:
{\displaystyle {\hat {\mathbf {v} }}(t)=\cos \left(\theta (t)\right)\,{\hat {\imath }}+\sin \left(\theta (t)\right)\,{\hat {\jmath }}.}
Derivando rispetto a {\displaystyle t} si ottiene:
{\displaystyle {\hat {\mathbf {v} }}'(t)=\theta '(t)(-\sin(\theta (t))\,{\hat {\imath }}+\cos(\theta (t))\,{\hat {\jmath }}),}
dove il termine
{\displaystyle -\sin(\theta (t))\,{\hat {\imath }}+\cos(\theta (t))\,{\hat {\jmath }}}
è il versore ortogonale di modulo unitario, e dove il termine
{\displaystyle \theta '(t)}
è in generale diverso dall'unità.